# Wish Someone Would Care
| Recensione   | Giudizio    |
| ------------ | ----------- |
| AllMusic     | [ 2 ]       |
| Sputnikmusic | 3.3 (Great) |

Wish Someone Would Care è il primo album della cantante soul statunitense Irma Thomas, pubblicato dall'etichetta discografica Imperial Records nel maggio del 1964.

## Tracce

### LP
Lato A
1. Wish Someone Would Care – 2:20 (Irma Thomas)
2. I Need Your Love So Bad – 3:10 (Herman Dunham)
3. Without Love (There Is Nothing) – 2:57 (Danny Small)
4. Please Send Me Someone to Love – 2:28 (Percy Mayfield)
5. Another Woman's Man – 3:03 (H. B. Barnum, Jimmy Norman)
6. Sufferin' with the Blues – 2:18 (Lloyd Pemberton)

Lato B
1. Time Is on My Side – 2:53 (Norman Meade, Jimmy Norman)
2. While the City Sleeps – 2:25 (Randy Newman)
3. Straight from the Heart – 2:26 (Irma Thomas)
4. I've Been There – 2:39 (Wink Martindale, Gary Usher)
5. I Need You So – 2:21 (Ivory Joe Hunter)
6. Break-A-Way – 2:30 (Jackie De Shannon, Sharon Sheeley)

## Musicisti
- Irma Thomas – voce
- H. B. Barnum (Hidle Brown Barnum) – arrangiamenti, conduttore musicale
- Altri musicisti non accreditati

Note aggiuntive
- Eddie Ray – produttore
- Registrazioni effettuate a Los Angeles, California
- Eddie Brackett – ingegnere delle registrazioni
- "Studio Five" – design copertina album originale[4]

## Classifica
Album
| Anno | Classifica    | Posizione raggiunta |
| ---- | ------------- | ------------------- |
| 1964 | Billboard 200 | 104                 |

Singoli
| Anno | Titolo del brano        | Classifica            | Posizione raggiunta |
| ---- | ----------------------- | --------------------- | ------------------- |
| 1964 | Wish Someone Would Care | Billboard Hot 100     | 17                  |
| 1964 | Wish Someone Would Care | Hot R&B/Hip-Hop Songs | 2                   |